# Idarnes forticornis
Idarnes forticornis är en stekelart som först beskrevs av Mayr 1885.  Idarnes forticornis ingår i släktet Idarnes och familjen fikonsteklar. Inga underarter finns listade i Catalogue of Life.